# Wildwood (New Jersey)
Wildwood is een plaats (city) in de Amerikaanse staat New Jersey, en valt bestuurlijk gezien onder Cape May County.

## Demografie
Bij de volkstelling in 2000 werd het aantal inwoners vastgesteld op 5436.
In 2006 is het aantal inwoners door het United States Census Bureau geschat op 5309, een daling van 127 (-2.3%).

## Geografie
Volgens het United States Census Bureau beslaat de plaats een oppervlakte van
3,5 km², waarvan 3,3 km² land en 0,2 km² water. Wildwood ligt op ongeveer 0 m boven zeeniveau.

## Plaatsen in de nabije omgeving
De onderstaande figuur toont nabijgelegen plaatsen in een straal van 8 km rond Wildwood.